# Kodiak (Alaszka)
Kodiak város az Amerikai Egyesült Államok Alaszka államában, Kodiak Island megyében, melynek megyeszékhelye is. A város a Kodiak-sziget fő települése, a sziget közösségei és a külvilág közötti összes kereskedelmi szállítás ezen a városon keresztül történik komppal vagy repülővel. Lakosainak száma 5581 fő (2020. április 1.).

## Népesség
A település népességének változása:
| Lakosok száma | 288  | 6130 | 5581 |
|               | 1880 | 2010 | 2020 |